# Église Saint-Nicolas-en-Cité d'Arras
Pour les articles homonymes, voir Église Saint-Nicolas.
L'église Saint-Nicolas-en-Cité est une église de style néo-classique située à Arras (Pas-de-Calais). Consacrée en 1846, elle est rattachée au diocèse d'Arras.

## Accès
Elle se trouve 1 place de la Préfecture, à proximité de l'hôtel de préfecture du Pas-de-Calais.

## Historique
L'église se trouve sur la colline Baudimont, à proximité du site de la ville romaine de Nemetacum, qui est à l'origine d'Arras.
Lors de la Révolution française, la cathédrale Notre-Dame-en-Cité d'Arras est vendue comme bien national, devient une carrière de pierre puis ses ruines sont rasées à la demande de l'empereur Napoléon Ier de passage à Arras fin août 1804, qui refusa de relever l'édifice vu son délabrement. Un jardin municipal est aménagé à la place. En 1825, un calvaire est élevé au niveau du chœur de l'actuelle église mais disparaît lors de la Révolution de 1830 ; une plaque commémorative dans l'église perpétue son souvenir,,,.
Après la disparition de Notre-Dame-en-Cité, l'église abbatiale Notre-Dame-et-Saint-Vaast est érigée en cathédrale. En 1802, le nouvel évêque Hugues de La Tour d'Auvergne restructure les paroisses de la ville au nombre de six mais celle de Saint-Nicolas n'a plus d'église. Les fidèles fréquentent donc à la chapelle de l'Hôtel-Dieu puis à celle des Clarisses. L'exiguïté des lieux fait rapidement sentir le besoin de construire une nouvelle église, chose que réclame officiellement le conseil de fabrique en 1833,.
Après accord du conseil municipal, le site de l'ancienne cathédrale Notre-Dame-en-Cité est retenu pour accueillir la nouvelle église, dont les plans sont dressés en 1837 par l'architecte Joseph Auguste Traxler (1796-1856). Lors de fouilles entreprises l'année suivante sont mises au jour les fondations du bras de croix de la cathédrale disparue et les tombeaux de plusieurs dignitaires chrétiens, dont deux évêques d'Arras des XIIe et XIIIe siècles, Frumauld et Pierre de Noyon. Joseph Auguste Traxler revoit alors ses plans et agrandit son projet pour que le futur bâtiment s'appuie sur ces ruines, l'insérant dans le bras du transept nord de l'ancienne cathédrale. La première pierre est posée par Mgr de La Tour d'Auvergne le 30 mai 1839,,.
Dédiée à saint Nicolas, l'église porte le suffixe « -en-Cité », comme l'ancienne cathédrale, alors située dans le quartier de « la Cité », à l'ouest de la vieille ville. C'était un quartier autrefois quasiment indépendant du reste de la ville.
L'église est de style néo-classique, inspirée de l'église Saint-Philippe-du-Roule et de l'église Notre-Dame-de-Lorette de Paris. Elle est d'abord l'objet de critiques, alors qu'à l'époque la mode va plutôt au style néogothique, jugé plus « chrétien ». Ainsi, dans Le Vieil Arras, un historien fustige une « affreuse église... avec péristyle de goût prétendument grec et clocher de goût prétendument romain », tandis que la revue Les Rues d'Arras s'en prend à « cet édifice élevé dans le style néogrec qui chaque jour perd de son prestige »,.
L'église est consacrée le 13 avril 1846 mais sa décoration ne sera terminée que sous le Second Empire,,.
Arras est bombardée durant lors de la Première Guerre mondiale et de nombreux édifices de la ville sont endommagés, parmi lesquels l'église Saint-Nicolas-en-Cité. Dans les années 1920, des travaux de reconstruction et de restauration sont donc engagés au niveau de la charpente, des murs, de la couverture, des cloches, des vitraux et pour mettre fin aux infiltrations d'eau. Rendue au culte en mai 1923, l'église voit les derniers travaux se terminer le 19 mai 1932.

## Caractéristiques

### Architecture

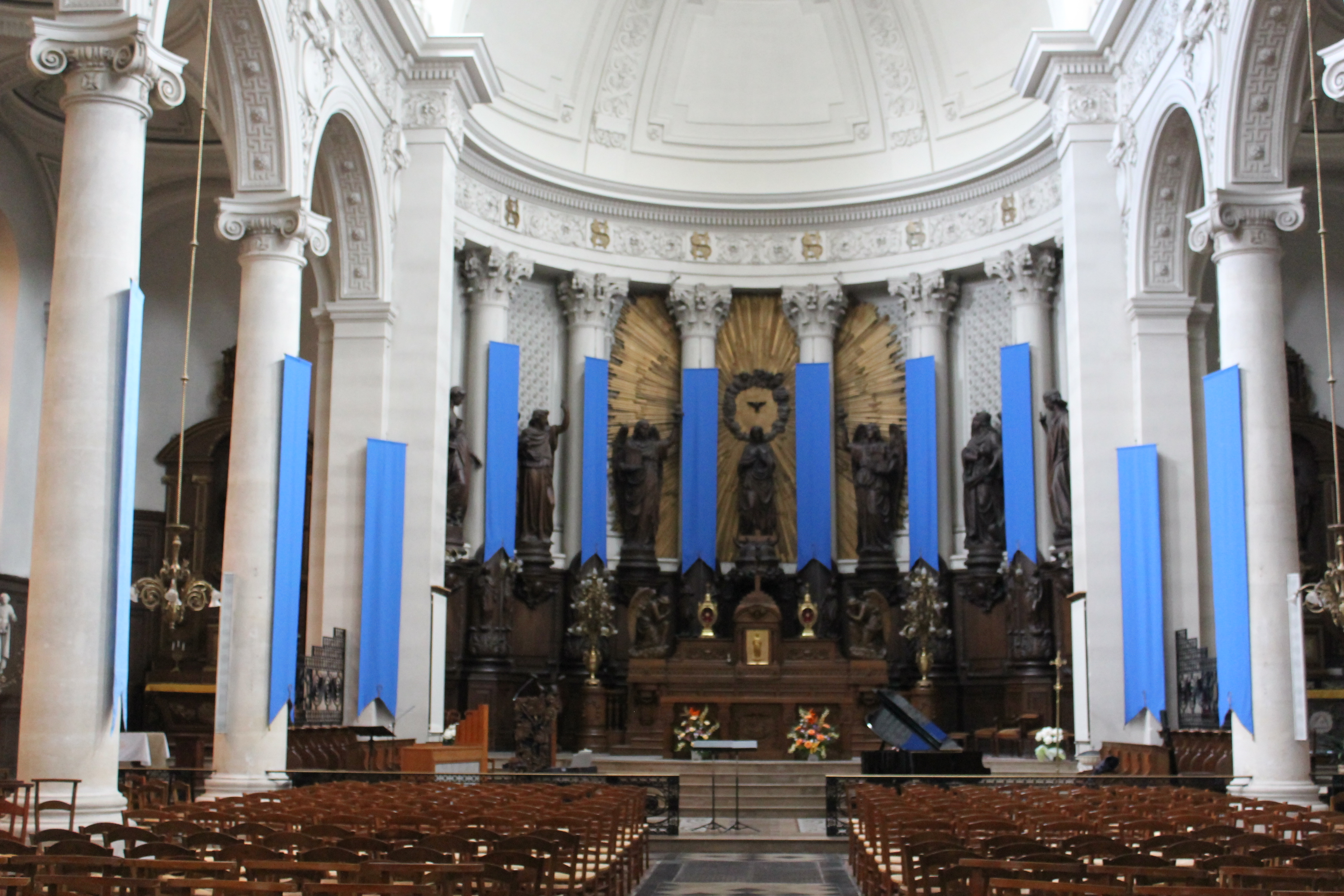
Intérieur.

À l'extérieur, l'église présente un portique à quatre colonnes aux chapiteaux ioniques, surplombé d'un fronton triangulaire. À l'origine, celui-ci devait être orné d'un bas-relief figurant saint Nicolas avec deux personnages mais le projet n'aboutit pas. L'entablement n'a pas de frise. À l'arrière de l'édifice, le chevet, plat, est surplombé par le clocher,.
À l'intérieur, elle suit un plan basilical. Sa nef est large et ses bas-côtés sont étroits ; à l'extrémité de ceux-ci, à hauteur du chœur, se trouvent deux chapelles latérales. Une travée sépare le chœur en hémicycle de la nef. Les chapiteaux ioniques des colonnes entre la nef et les bas-côtés sont l'œuvre du sculpteur arrageois Jean-Baptiste Robert en 1861, qui est également l'auteur de ceux présents sur la façade extérieure. La voûte de la nef est ornée de plusieurs arcs décoratifs figurant des angelots et la colombe du Saint-Esprit. Au plafond des bas-côtés, les coupoles sont ajourées,.

### Peintures, sculptures et mobilier
L'église abrite de nombreuses œuvres d'art. Les peintures La Sainte Famille, Le Christ au jardin des Oliviers et L'Adoration des mages sont d'auteurs inconnus ; une autre Adoration des mages (version du Louvre), d'après Rubens, est une copie de 1850 exécutée par Laure Chatillon. On relève aussi un tableau allégorique retraçant les principaux épisodes de l'histoire du christianisme, de Moïse au XVIe siècle, période de la réalisation de l'œuvre par un auteur inconnu,.
L'église conserve également le Triptyque de Claeissens (1577), œuvre du peintre flamand Pieter Claeissens le Jeune (en). Provenant de l'abbaye Notre-Dame de Loos, il a perdu son panneau central, qui figurait la Crucifixion. Les deux panneaux subsistants (La Montée au Calvaire et La Mise au tombeau) sont chacun bordés par un panneau secondaire : celui de gauche présente une Vierge à l'Enfant avec saint Grégoire et saint Ambroise, celui de droite le commanditaire du triptyque avec un lion, saint Jérôme et saint Augustin. Devant se trouvent les fonts baptismaux, réalisés par Eugène Dodeigne en granit de Suède noir,.
Une sculpture de pietà datant du XVIIe siècle est installée à l'entrée de l'église, près d'une stèle en hommage au duc de Lévis, gouverneur de la province d'Artois au XVIIIe siècle. Au niveau de la deuxième travée se trouve une statue de Notre-Dame des Ardents faisant don du « Saint cierge » ; c'est à cet endroit précis que la Vierge serait apparue en 1105 et que dans l'ancienne cathédrale avait été aménagée la chapelle de l'Aurore (pour plus d'informations, voir la section « vitraux »). Un buste du Christ de douleur est présenté près du chœur. Dans la chapelle absidiale gauche se trouve un autel dédié au Sacré-Cœur ainsi qu'une statue de saint Joseph et de l'Enfant Jésus ; dans celle de droite, une statue de saint Nicolas est placée dans un autel-retable,.
Une statue de la Vierge Marie en prière est située au fond du chœur, entourée de huit autres figurant les vertus théologales et cardinales. À gauche et à droite de l'autel, deux statues symétriques présentent un ange adorateur, œuvres de Louis-Victor Bougron ou de son élève Jean-Baptiste Robert. Devant, sur le sol, se trouvent les plaques funéraires des évêques d'Arras Frumauld (1174-1183), Pierre de Noyon (1260-1280) et Étienne Moreau (1656-1670), qui y sont inhumés,.
Les trois confessionnaux ont été fabriqués entre la fin du XVIIIe et le XIXe siècle. L'un est dit « de Marie l'Égyptienne » car il comporte un panneau de bois sculpté consacré à la sainte,.
Les lampes en bronze ont été réalisées par l'artisan M. Rolland.

### Vitraux
Lors de la Grande Guerre, les vitraux conçus en 1874 par le maître-verrier arrageois Félix Courmont sont détruits. Il faut attendre 1929 pour que le maître-verrier Pierre Turpin, d'après des dessins de Charles Hollart, commence à réaliser de nouveaux vitraux. Au nombre de douze, ils ont pour thème l'histoire religieuse de la commune et suivent un ordre chronologique en partant de la droite du chœur : saint Diogène évangélise Arras en 390 et crée une église dédiée à la Vierge ; l'évêque d'Arras saint Vaast guérit un aveugle et un boiteux aux portes de la ville en 500 ; le même en chasse un ours (symbolisant le recul du paganisme) ; l'évêque d'Arras et de Cambrai saint Aubert guide saint Omer aveugle lors de la translation des reliques de saint Vaast en 668 ; le roi Charles III confie la justice seigneuriale de la cité à l'évêque d'Arras Étienne en 920 ; l'évêque d'Arras Gérard fait reconstruire la cathédrale en 1040 ; le pape Urbain II rétablit Arras comme siège épiscopal en 1094 et charge Lambert de Guînes de le présider,,.
Suivent quatre vitraux relatifs au « mal des Ardents », qui se manifestait par une douloureuse chaleur interne au corps, des convulsions voire des éruptions cutanées. Selon la tradition, c'est par la réconciliation de deux ménestrels ennemis, Itier et Norman, à qui était apparue la Vierge puis par le don par celle-ci d'un « Saint Cierge » que le mal fut vaincu. En 1105, 144 personnes en sont en effet atteint à Arras. Les vitraux présentent l'évêque Lambert consolant les malades, la réconciliation des deux musiciens, l'apparition et le don de la Vierge dans l'ancienne cathédrale puis le mélange de la cire du cierge avec de l'eau, mixture qui bue par les malades provoqua leur guérison,,. À noter qu'à quelques rues, l'église Notre-Dame-des-Ardents est construite à la fin du XIXe siècle pour accueillir le reliquaire contenant le Saint Cierge.
Enfin, le dernier vitrail figure l'élévation en 1738 d'un calvaire sur la porte Notre-Dame, séparant la ville de la cité,, (cf. plus haut pour la distinction entre « ville » et « cité »).

### Orgues
Le grand orgue se trouve en tribune. Commencé en 1933 par la manufacture J. Abbey de Montrouge, il fut achevé, après le décès d'Abbey et l'incapacité de terminer les travaux selon sa veuve, par Félix Van den Brande et ses fils d'Amiens. Il fut inauguré par le chanoine Manzoni, organiste de la cathédrale d'Amiens. Il souffrit beaucoup de la sécheresse de 1976 et fut reconstruit en 1984 en style néo-baroque allemand par René Godefroy de Longuenesse (Pas-de-Calais) avec des matériaux de la grande distribution du bricolage. Il comporte actuellement 32 jeux sur deux claviers de 56 notes et pédalier de 30 notes en traction mécanique pour les notes et électro-pneumatique pour les jeux. Son inauguration a lieu en 1985 par Jean Boyer, professeur d'orgue du CNR de Lille.
L'orgue de chœur, de Abbey également, n'a pas été retouché. Il comporte un clavier entièrement expressif dans un buffet néo-classique muni de chanoines.